# Johannes de Veer (1789-1872)

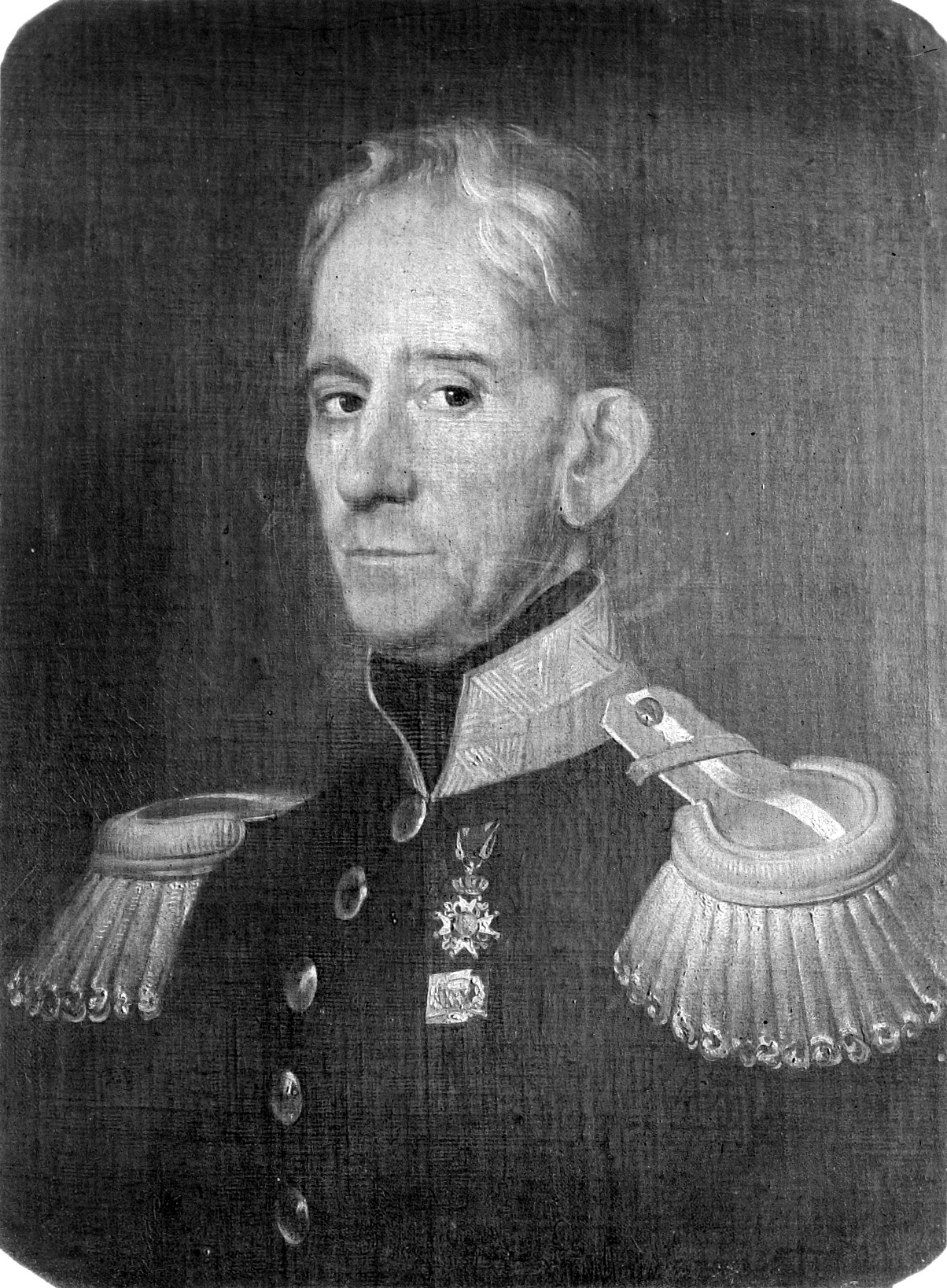
Portret van Johannes de Veer

Johannes de Veer (Curaçao, 9 maart 1789 - Oranjestad, 2 september 1872) was van 1837 tot 1854 de laatste gouverneur van Sint Eustatius, Saba en Sint Maarten.
De Veer volgde Theophilus George Groebe op die de post ad interim bekleed had.
In 1845 werden de bovenwindse eilanden aan de gouverneurs van Curaçao ondergeschikt gemaakt en werd De Veer 'gezaghebber' van genoemde eilanden. De Veer was gezaghebber in de tijd van de slavenopstand van 1848 waarbij meerdere doden vielen.
Johannes De Veer was een zoon van Abraham de Veer, Gouverneur van Suriname van 1822 tot 1828 en Dorothea Elizabeth van Uytrecht.